# 柳斯卡里蒂山 (普諾大區)
13°45′45″S 70°41′36″W / 13.76250°S 70.69333°W
柳斯卡里蒂山（Llusca Ritti），是秘魯的山峰，位於該國南部普諾大區的卡拉瓦亞省，屬於安第斯山脈的一部分，處於塔魯卡薩亞納山和克略薩利亞約克山東南面、里蒂瓦西山西南面和亞納薩利亞約克山以北，海拔高度約5,200米。